# Ruisrock
Ruisrock is een rockfestival dat jaarlijks wordt gehouden op het eiland Ruissalo in Turku, Finland. Ruisrock, opgericht in 1970, is het op één na oudste rockfestival van Europa (na Pinkpop) en het oudste van Finland. Het festival trok verschillende internationale artiesten aan, behalve aan het begin van de jaren 2000, toen de organisatie kampte met economische problemen.

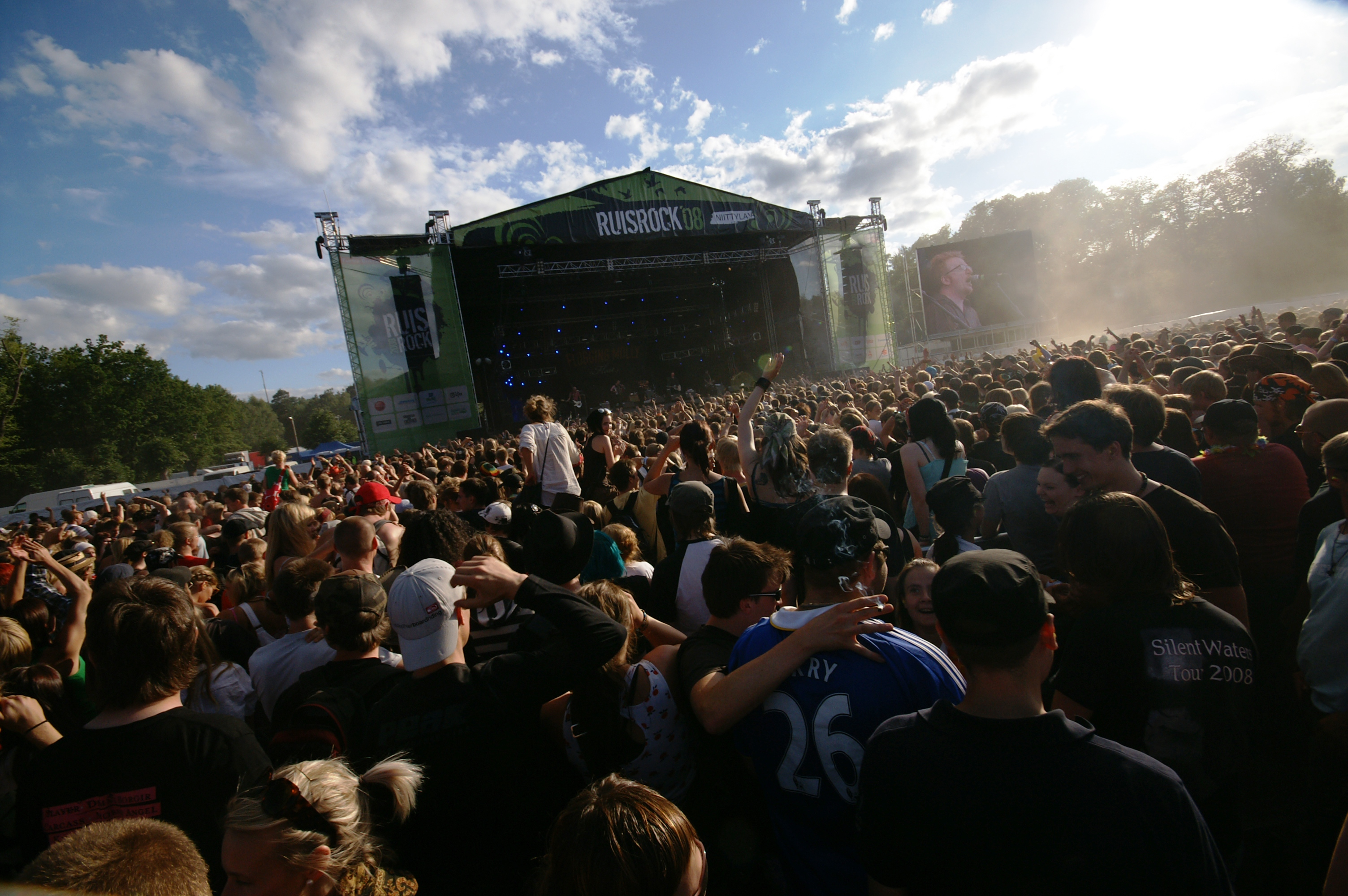
Flogging Molly op Ruisrock in 2008

Toen de Duitse metalband Rammstein in 2005 op het festival optrad, bezochten 71.000 festivalgangers het festival. De laatste jaren schommelt het aantal bezoekers rond de 70.000. Het absolute record stamt uit 1971, toen er ongeveer 100.000 bezoekers waren en artiesten als Canned Heat optraden.
De editie van 2009 van het festival liet een stijging in bezoekersaantallen zien. Gedurende 3 dagen verwelkomde het festival in totaal 92.000 bezoekers. In 2009 speelden muzikale acts als Slipknot, Disturbed, Faith No More, Mew, In Flames, Volbeat, Glasvegas, The Sounds, en populaire lokale artiesten als Children of Bodom, HIM op het festival. 
In 2017, 2018 en 2019 trok het festival in het weekend 105.000 mensen naar het Ruissalo Park en waren alle drie de dagen volledig uitverkocht. De Ruisrock edities van 2020 en 2021 werden geannuleerd vanwege de coronapandemie. 
De laatste jaren is er naast rock ook meer plaats voor pop, dance en r&b. 

## Line-ups
Een overzicht van de hoofdacts van de voorbije jaren:
| Dag  | Data        | Prominente artiesten |
| ---- | ----------- | --- |
| 2025 | 4 - 6 juli  | Käärijä, Erika Vikman, Camila Cabello, Dimitri Vegas & Like Mike, Deftones, Axwell, Joost Klein, Nettspend, ...                 |
| 2024 | 5 - 7 juli  | Käärijä, Kaija Koo, Blind Channel, Offset, The Chainsmokers, Fröbelin Palikat, PMMP, Louis Tomlinson, Stormzy, ...              |
| 2023 | 7 - 9 juli  | Käärijä, The 1975, Zara Larsson, Samu Haber, Alesso, Skrillex, Antti Tuisku, Lil Nas X, Vesala, ...                             |
| 2022 | 8 - 10 juli | Blind Channel, Haloo Helsinki!, The Ark, Turnstile, Megan Thee Stallion, Sanni, Antti Tuisku, Martin Garrix, BEHM, Yeboyah, ... |
| 2019 | 5 - 7 juli  | Rita Ora, Ellie Goulding, Pikku G, Future, JVG, The 1975, Vesta, Vesala, Sanni, Doja Cat, Troye Sivan, Sigrid, ...              |